# Tan Ya-Ting
Tan Ya-Ting (n. 7 noiembrie 1993, 新竹市⁠(d), Taiwan) este o arcașă ce a reprezentat Taipeiul Chinez, medaliată olimpică. A participat la 3 ediții ale Jocurilor Olimpice (2012, 2016, 2020) în care a câștigat o medalie de bronz.